# Vienne
Vienne (deutsch veraltet: Wien im Delfinat) ist eine französische Stadt in der Landschaft Dauphiné in der Region Auvergne-Rhône-Alpes. Mit 31.555 Einwohnern (Stand 1. Januar 2022) ist Vienne nach Grenoble die zweitgrößte Stadt im Département Isère. Vienne ist Unterpräfektur des Arrondissements Vienne und Sitz des Gemeindeverbandes Pays Viennois.

## Lage
Vienne liegt am linken Ufer der Rhône, 32 Kilometer südlich von Lyon an der Bahnstrecke Paris–Marseille.
Sie wird von den folgenden fünf Bergen umgeben:
- Mont Salomon, auf dem sich die Schlossruine aus dem 13. Jahrhundert befindet,
- Mont Arnaud,
- Mont Pipet, auf dem die Kapelle Notre-Dame de Pipet steht,
- Mont Saint-Just,
- Mont Sainte Blandine.

Östlich von Vienne erstreckt sich die Hügellandschaft der Balmes viennoises.
Die Stadt gliedert sich in 14 Quartiere:
- Centre-ville de Vienne
- L’Isle (die Insel)
- Malissol
- Estressin
- Vallée de Gère
- Pipet
- Mont Salomon
- Charlemagne
- Saint-Marcel
- Les Guillemottes
- Saint-Benoît
- Les Tupinières
- Les Charmilles
- Coupe-Jarret

## Geschichte
Eine erste Besiedlung der Gegend von Vienne erfolgte in der Jungsteinzeit, Spuren wurden auf dem Hügel Sainte-Hélène im Quartier Estressin entdeckt. Aus der Bronzezeit fanden Archäologen Schwerter und Keramik im Stadtareal. Später wanderten aus Ungarn die keltischen Allobroger ein und machten Vienne zu ihrer Hauptstadt. Im Jahre 121 v. Chr. besiegte Quintus Fabius Maximus bei Vienne die verbündeten Allobroger und Arverner. In der Folge ließen sich römische Legionäre in der Stadt nieder. Unter Kaiser Caligula wurde Vienne römische Kolonie. Die als Vienna bezeichnete Stadt erblühte und wurde in der Römischen Kaiserzeit zweite Hauptstadt Südgalliens. In ihr residierten zeitweilig die Kaiser Julian und Valentinian II., der sich hier 392 das Leben nahm. Der Name der Stadt soll der Sage nach von „Via Gehenna“, Weg zur Hölle, kommen. Vom Reichtum Viennes zeugen noch heute zahlreiche römische Bauten sowie die vielen Mosaikfußböden in der antiken Wohnstadt auf der anderen Rhone-Seite (das Saint-Romain-en-Gal).

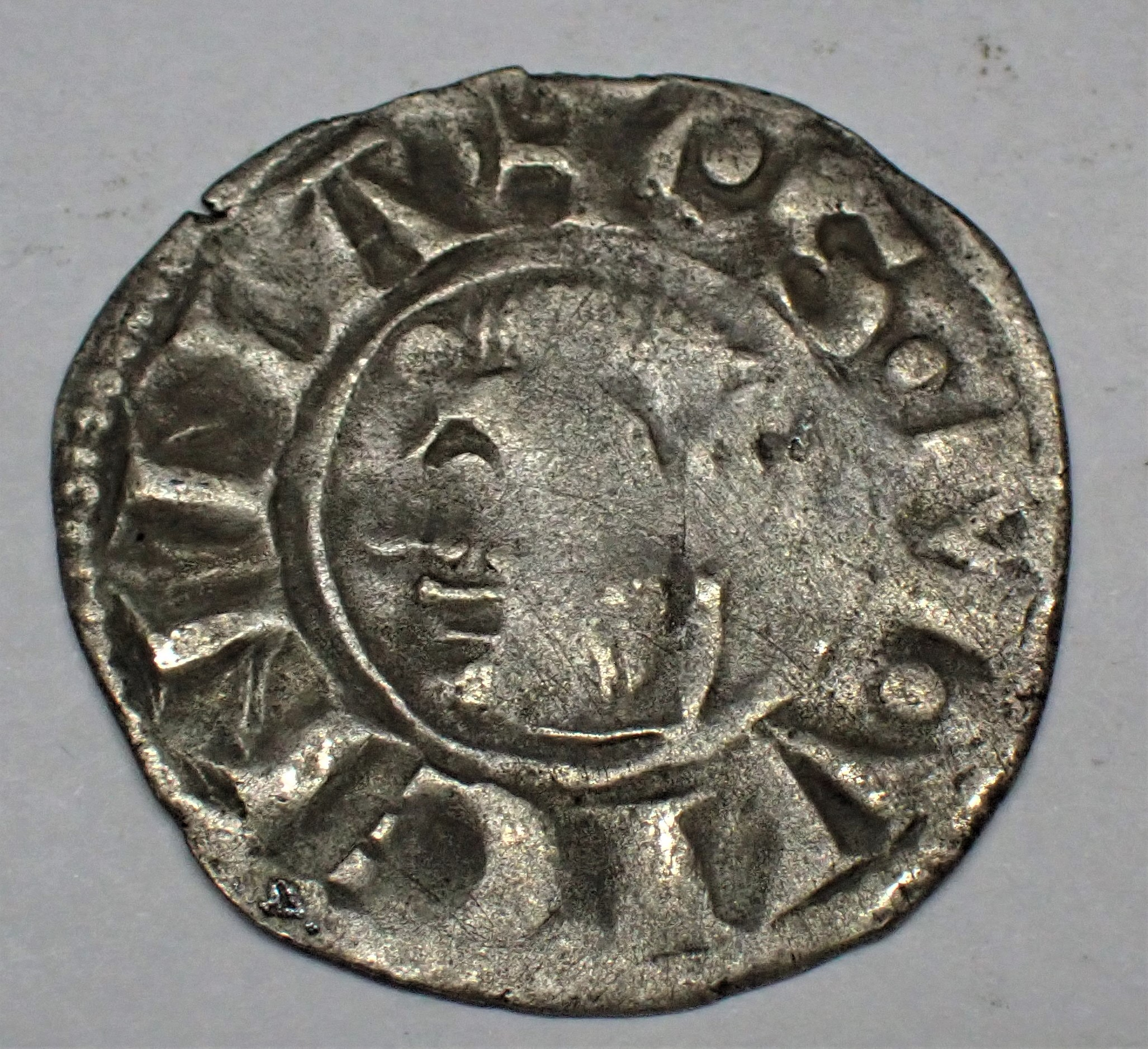
Obol aus Vienne, Porträt des Heiligen Maurice, 11.–12. Jahrhundert

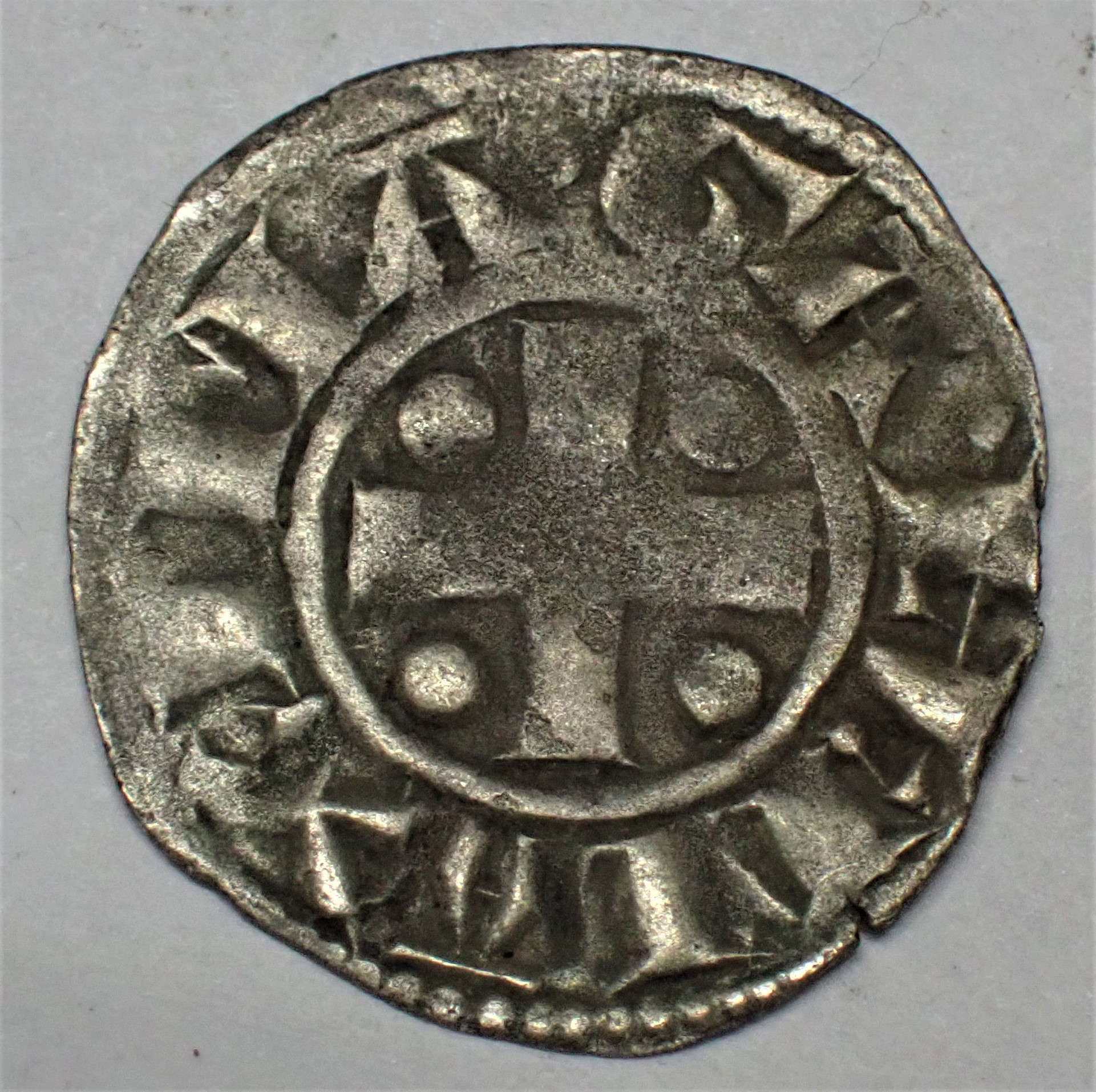
Obol aus Vienne, Revers

Die ersten Christen lebten in Vienne ab 100 n. Chr. Im 3. Jahrhundert wurde die Stadt Bischofssitz. Bei der Vereinigung von Nieder- und Hochburgund (siehe Königreich Burgund) im Jahr 951 machte der Burgunderkönig Konrad III. Vienne zur Hauptstadt seines Reiches. Nach dem Tode des kinderlos gestorbenen letzten Burgunderkönigs Rudolf III. fiel Vienne mit dem ganzen Königreich im Jahre 1032 aufgrund eines Vertrages an den deutschen König Konrad II. und damit an das Heilige Römische Reich. Im 12. Jahrhundert wurde Vienne Hauptstadt der Dauphiné. 1311/12 fand im Ort das Konzil von Vienne statt, auf dem auf Betreiben des französischen Königs Philipp IV. des Schönen die Zerschlagung des Templerordens, aber auch die Bestätigung des Fronleichnamsfestes beschlossen wurde. 1450/51 vollzog Erzbischof Jean de Poitiers den Anschluss ans französische Königreich.
Im 15. und 16. Jahrhundert nahm Vienne einen wirtschaftlichen Aufschwung, zahlreiche Wohnhäuser im damaligen Fachwerkstil entstanden, und die Kathedrale wurde fertiggestellt. Während der Religionskriege war die Stadt umkämpft und wurde häufig geplündert. Im 17. und 18. Jahrhundert festigte sich vor allem der Katholizismus in der Dauphiné, fünf Erzbischöfe bestimmten nacheinander die Geschichte von Vienne. Die Kathedrale wurde renoviert, die Jesuiten gründeten ein Kolleg. Infolge der Französischen Revolution verlor die Stadt ihre Bedeutung als Erzdiözese, sie wurde eine Unterpräfektur des Departement Isère.
In der ersten Hälfte des 19. Jahrhunderts entwickelte sich in und um Vienne Industrie: man begann Erze abzubauen, Papier und Textilien herzustellen. Im und nach dem Ersten Weltkrieg entstand eine Armenische Gemeinde in der Stadt durch die wegen des Völkermords aus der Türkei geflohenen Familien. Hinzu kamen Einwanderer aus Italien, Spanien, Portugal und Nordafrika. 
Nachdem Frankreich am 3. September 1939 Deutschland den Krieg erklärt hatte, setzte die französische Regierung am 5. September ein Dekret in Kraft, das die Internierung von männlichen „Staatsangehörigen feindlicher Mächte“ im Alter von 17 bis 50 Jahren in Centre de Rassemblement des Etrangers (CRE, Sammelstellen für Ausländer) vorschrieb.  

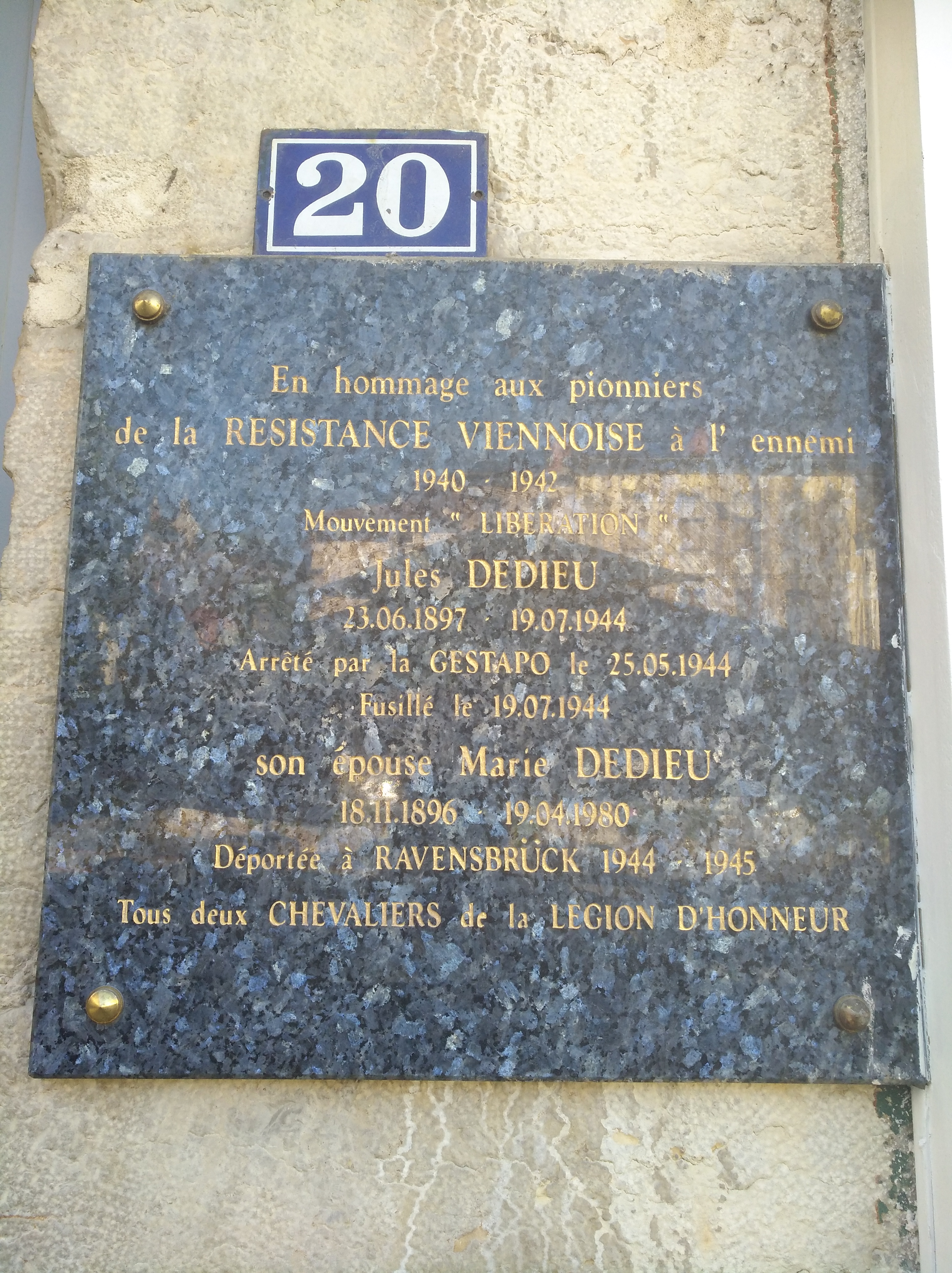
Erinnerung an die Widerstandskämpfer Jules und Marie Dedieu

In der Folge entstanden im Departement Isère mehrere Sammellager, in denen vornehmlich Deutsche und Österreicher interniert wurden. Eines dieser Lager befand sich auch in Vienne. Es existierte laut der FMD – Fondation pour la Mémoire de la Déportation von September bis Dezember 1939, eventuell auch noch bis Mai 1940. Weitere Details über dieses Internierungslager sind nicht bekannt.
Im Zweiten Weltkrieg wurde Vienne zeitweise von der deutschen Wehrmacht besetzt, die bei ihrem Rückzug 1944 die Brücke über die Rhône sprengte. Am 1. September 1944 wurde Vienne befreit. Die Monate vor der Befreiung und der Tag selbst waren von mehreren Massakern an Zivilisten und Hinrichtungen von Widerstandskämpfern geprägt. An den am 25. Mai 1944 von der Gestapo verhafteten Jules Dedieu und seine ins KZ Ravensbrück deportierte Frau Marie erinnert eine Gedenktafel
Nach 1945 wurden die Kriegsschäden beseitigt und in der Nähe des Hafens der Park des 8. Mai 1945 angelegt, in dem mit einem Monument an die Toten der Weltkriege erinnert wird.
Die aktuelle wirtschaftliche Entwicklung ist auf die Stärkung des Tourismus gerichtet.

## Bevölkerungsentwicklung
| Jahr                       | 1962   | 1968   | 1975   | 1982   | 1990   | 1999   | 2011   | 2017   |
| -------------------------- | ------ | ------ | ------ | ------ | ------ | ------ | ------ | ------ |
| Einwohner                  | 26.977 | 29.077 | 27.830 | 28.294 | 29.449 | 29.975 | 28.800 | 29.306 |
| Quellen: Cassini und INSEE |        |        |        |        |        |        |        |        |

## Sehenswürdigkeiten

### Römische Bauten

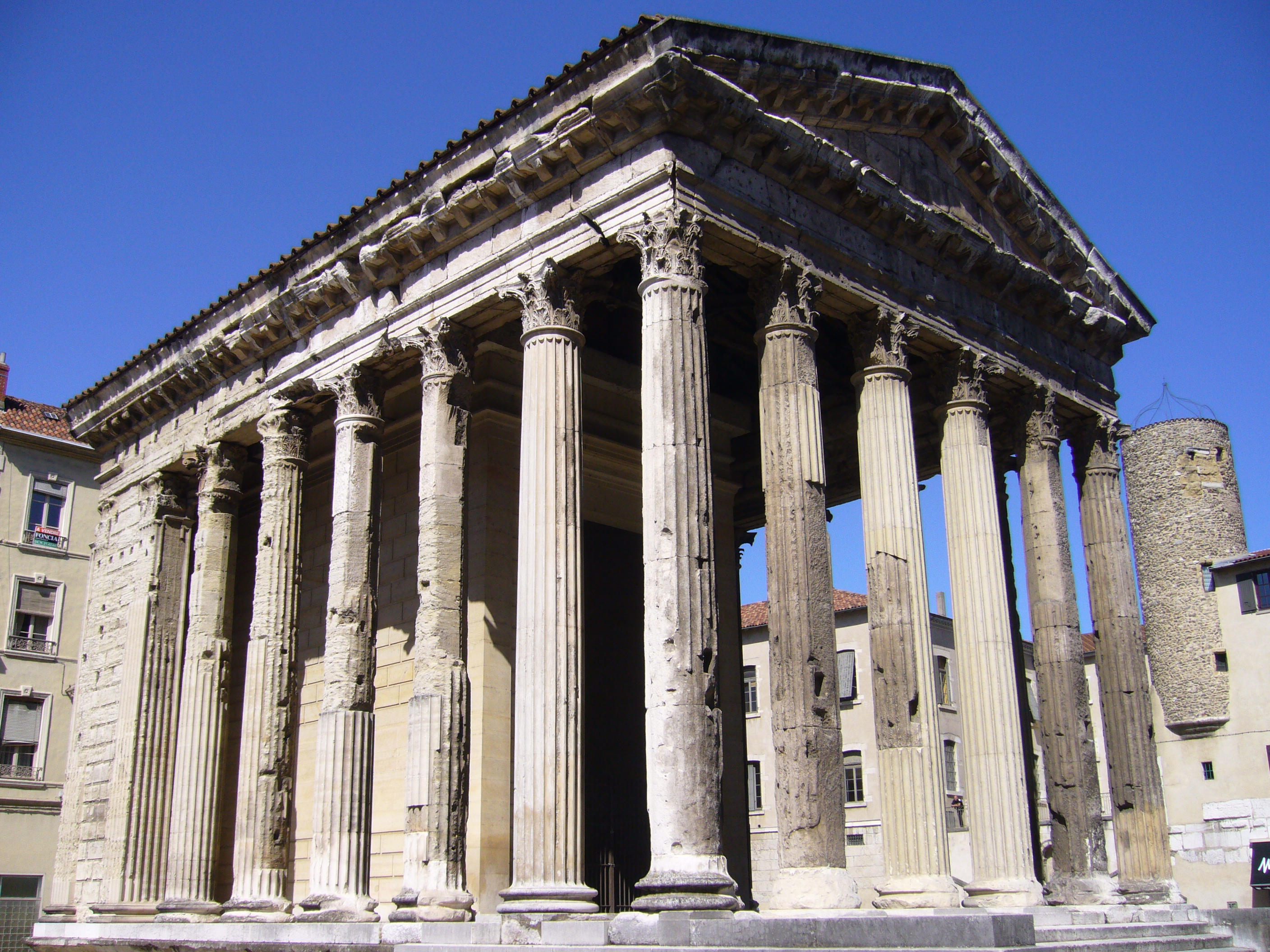
Tempel des Augustus und der Livia

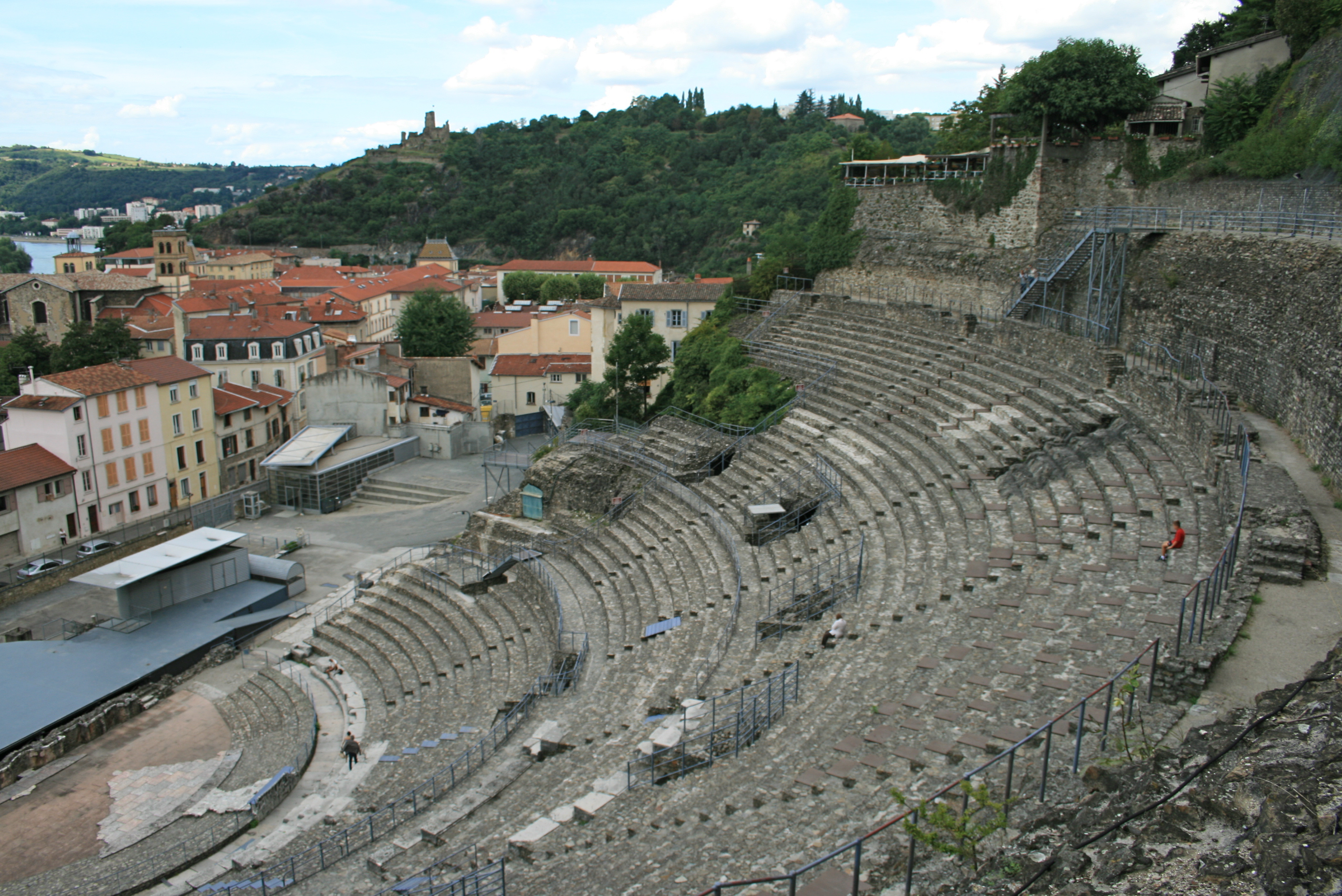
Römisches Theater von Vienne

In Vienne sind Reste römischer Bauwerke erhalten, zu denen der Tempel des Augustus und der Livia (Temple d’Auguste et de Livie), das römische Theater, ein Doppelbogen und ein Kybele-Heiligtum gehören.
Der Tempel des Augustus und der Livia ist ein Podiumstempel mit einer T-förmigen Cella, die von einer offenen Säulenhalle umstellt ist. Er war Jupiter, Augustus und seiner Gemahlin Livia geweiht, die unter Kaiser Claudius posthum vergöttlicht wurde. Die Tempelanlage gehört zu einer der besterhaltenen des gesamten römischen Imperiums, was sie der Tatsache verdankt, dass sie im Mittelalter als Kirche genutzt wurde. Südöstlich des Tempels befindet sich der Parc Archéologique mit weiteren Überresten des einstigen Forums. Hier wurden die Fundamente eines Kybele-Heiligtums mit zugehörigen Priesterwohnungen und einem kleinen Kulttheater freigelegt. Der Kult der Kybele stammt aus Phrygien, wo sie ursprünglich als Naturgöttin verehrt wurde. Die Römer sahen in ihr eine Schutzpatronin für bedeutende Stadtgründungen, weshalb sie sich in der frühen Kaiserzeit einer großen Beliebtheit erfreute. In der Südostecke des Forums stehen die Überreste des einst viertorigen Doppelbogens, der mit dem Janusbogen in Rom zu vergleichen ist. Er stellte eine wichtige Verbindung zwischen dem Tempelbezirk und dem Marktplatz her.
Das römische Theater ist tief in den Pipet-Hügel eingegraben und entstand vermutlich zur Zeit des Augustus. Es war mit einem Durchmesser von 130 Metern das größte römische Theater Galliens. Auf insgesamt 46 Zuschauerreihen (neun mehr als beim Theater von Orange) fanden 13.000 Zuschauer Platz. Das Theater wurde während der germanischen Völkerwanderung Mitte des 3. Jahrhunderts n. Chr. beschädigt und im Mittelalter als Steinbruch missbraucht. Anfang des 20. Jahrhunderts wurde es teilweise restauriert, erste Freilichtaufführungen fanden 1938 statt und werden seitdem regelmäßig in den Sommermonaten veranstaltet. Von dem Theater erhalten sind noch Teile der untersten Sitzbank, die für die Prominenz vorgesehen war, und Fragmente von der Bühnenbrüstung mit Reliefs verschiedener Tierdarstellungen, deren Originale aus Marmor sich im Antikenmuseum befinden.
Vom römischen Circus von Vienne ist ein einzelnes Bauwerk, die so genannte «Pyramide», noch vorhanden.

### Sakralbauwerke

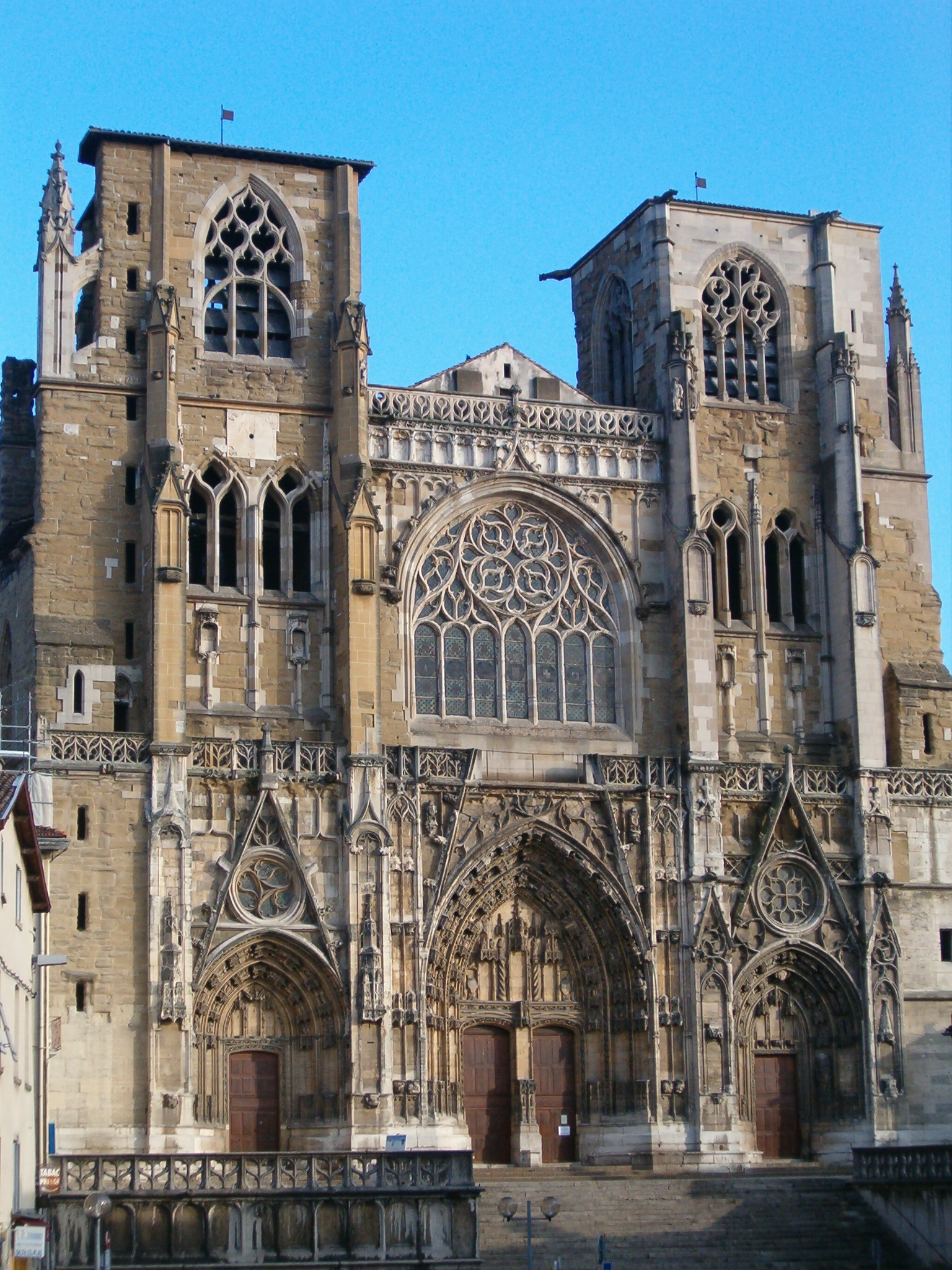
St-Maurice, Fassade

Der Bau der gotischen Kathedrale Saint-Maurice begann im 12. Jahrhundert und war erst im 16. Jahrhundert abgeschlossen. Nachdem ihr Patrozinium in der Anfangszeit mehrfach gewechselt hatte, weihte sie Papst Innozenz IV. 1251 schließlich dem hl. Mauritius. Die Fassade ist reich dekoriert und wird von drei Portalen beherrscht. Von dem während der Französischen Revolution vernichteten Skulpturenschmuck sind nur noch die Archivoltenfiguren erhalten. Das Zentrum der Eingangsfassade bildet ein riesiges Flamboyant-Fenster. Vom Bautyp her ist die Kathedrale eine dreischiffige Basilika und besitzt einen 90 Meter langen Innenraum. Die ersten sieben Joche vom Chor aus gezählt entstanden im 12. Jahrhundert, eine westliche Verlängerung des Langhauses um weitere vier Joche erfolgte im 14. Jahrhundert. Abweichend von üblichen Kathedralbauten Nordfrankreichs aus dieser Zeit weist St-Maurice weder ein Querhaus noch einen Chorumgang mit Kapellenkranz auf.
Die Kirche St-Pierre stammt aus dem 5. Jahrhundert und zählt damit zu den ältesten christlichen Bauwerken Frankreichs. Sie besitzt immer noch ihr ursprüngliches Aussehen in Form eines Hallenraums mit einem Satteldach. Der Glockenturm stammt aus dem 12. Jahrhundert. Die Kirche beherbergt ein Antikenmuseum der Stadt, wo unter anderem Mosaiken römischer Villen aus der Umgebung von Vienne ausgestellt werden.
Die Geschichte der Klosterkirche St.-André-le-Bas reicht bis ins 6. Jahrhundert zurück. Damals stand an dieser Stelle ein Nonnenkloster, das im 8. Jahrhundert durch einfallende Sarazenen zerstört wurde. Boso von der Provence († 887) ließ das Stift wieder neu aufbauen und stand ihm persönlich als Rektor vor. Nach einer Umwandlung zum Benediktinerkloster wurde die Kirche im 12. Jahrhundert erweitert und erhielt einen romanischen Kreuzgang.

## Festivals
Seit 1981 findet jedes Jahr zwischen Juni und Juli im römischen Theater das Jazz-Festival Jazz à Vienne statt, bei dem international bekannte Musiker auftreten, dazu zählten unter anderem Berühmtheiten wie Ella Fitzgerald, Miles Davis, James Brown, Al Jarreau oder George Benson.

## Vienne und Pilatus

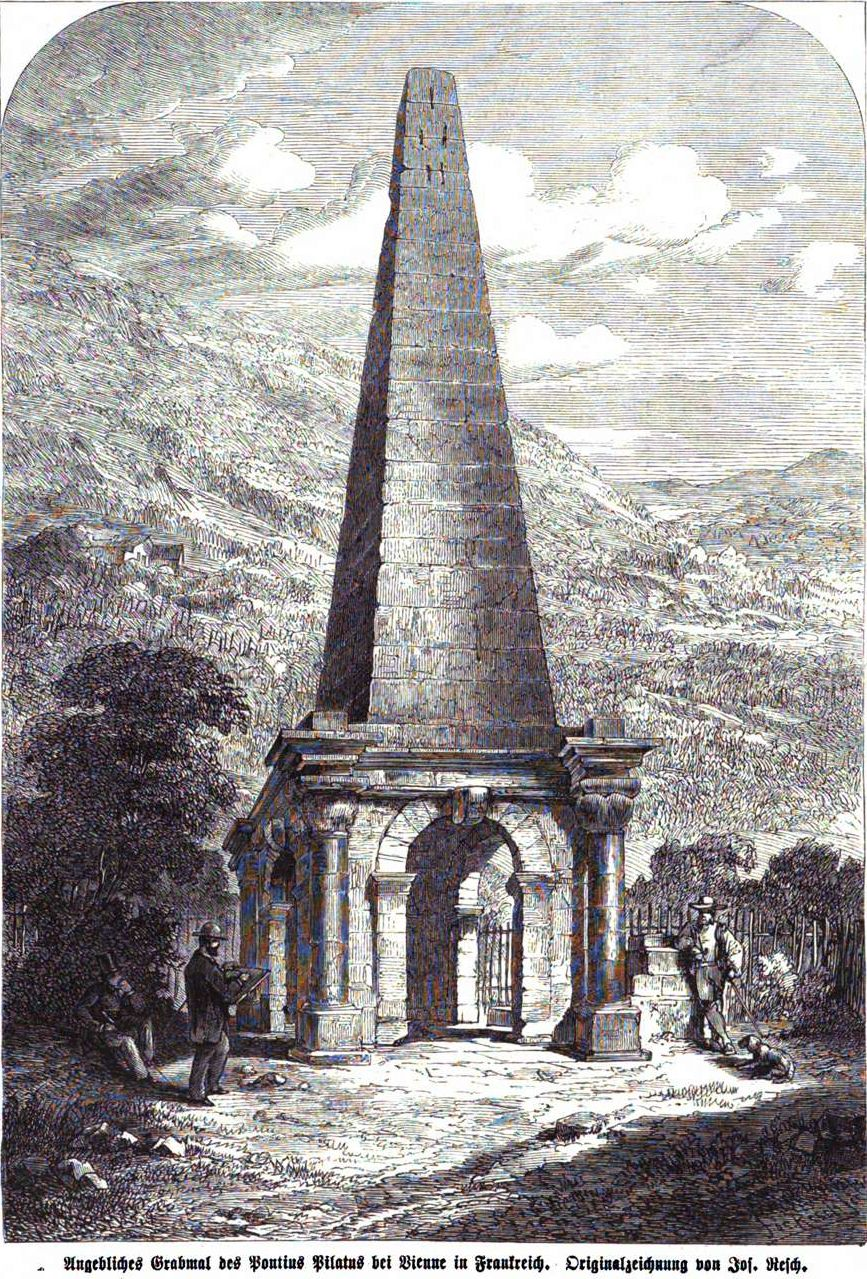
Die „Pyramide von Vienne“, das angebliche Grabmal des Pontius Pilatus bei Vienne (Grafik von Josef Resch, 1867)

In der Stadt Vienne war die Legende um den römischen Prokurator Pontius Pilatus populär. Von Kaiser Tiberius hierher verbannt, habe dieser dort Selbstmord begangen. Andere Varianten der Legende erzählen, dass erst seine Leiche nach Vienne transportiert und in der Rhone versenkt worden sei, nachdem er sich in Rom umgebracht habe. Wieder andere Versionen behaupten, Pilatus sei auf dem westlich von Vienne liegenden Mont Pilat in eine Grube geworfen worden. Vereinzelt wird in Legenden auch erzählt, er stamme aus Vienne. Nicolas Chorier, ein französischer Historiker des 17. Jahrhunderts, berichtet, dass die Nachbarstadt Lyon (Lugdunum) ebenfalls die Pilatusgeschichten für sich reklamiere und daher mit Vienne in dauerndem Streit läge. Vermutlich resultieren alle diese Legenden aus einem Missverständnis, denn nachweislich wurde ein anderer Statthalter Judäas, nämlich Archelaos, der Sohn von Herodes dem Großen, tatsächlich nach Vienne und ein weiterer Herodes, nämlich Herodes Antipas, nach Lyon verbannt.
Der Tempel des Augustus und der Livia auf dem ehemaligen römischen Forum der Stadt soll das Gerichtsgebäude (le prétoire) gewesen sein, in dem Pilatus während seiner Verbannung zu Gericht gesessen habe. Vor dem Tempel gab es eine steinerne Kugel, worauf der Spruch C’est la pomme (oder: pommeau) du sceptre de Pilate gestanden haben soll. Auch den Turm, in dem Pilatus angeblich gefangen gehalten wurde, zeigte man früher den Besuchern. Im Süden der Stadt kann man zudem noch heute einen Teil des alten Circus Maximus besichtigen, der einmal als Grabmal (le mausolée de Pilate), ein anderes Mal als Haus des Pilatus (la maison de Pilate) bezeichnet wird. Auch in der Umgebung von Vienne gibt es viele Hinweise auf den Prokurator. So soll der Name des Ortes Ponsas südlich von Vienne von Pontius hergeleitet sein und alte Quellen berichten, dass es ganz in der Nähe sogar einen ganzen Ort gegeben habe, der den Namen Maison de Pilate hatte. Natürlich leitet man auch den Namen des Mont Pilat von Pilatus her.
Die „Pyramide von Vienne“, ein Element des ehemaligen römischen Circus von Vienne, sah man manchmal als Grabmal des Pontius Pilatus an.

## Städtepartnerschaften
- Albacete, Spanien
- Esslingen am Neckar, Deutschland
- Goris, Armenien
- Greenwich, Vereinigte Staaten
- Neath Port Talbot County Borough, Vereinigtes Königreich
- Piotrków Trybunalski, Polen
- Schiedam, Niederlande
- Udine, Italien
- Velenje, Slowenien

## Wirtschaft und Infrastruktur
Vienne liegt im Weinbaugebiet Vin de Pays du Comté Rhodanien. Die Erzeugnisse sind als Vin de Pays eingestuft. Wichtige Industriezweige sind auch im 21. Jahrhundert die Leder-, Maschinen-, Metall-, pharmazeutische und Textilindustrie.

## Persönlichkeiten
- Pontius Pilatus († 1. Jahrhundert), römischer Statthalter;
- Mamertus († um 477), Heiliger
- Michael Servetus (1511–1553), spanischer Arzt, Gelehrter, Humanist und Theologe
- Pierre de Boissat (1603–1662), Übersetzer und Mitglied der Académie française
- Jean-François Leriget de La Faye (1674–1731), Diplomat und Mitglied der Académie française
- Pierre Schneyder (1733–1814), deutsch-französischer Lehrer, wissenschaftlicher Zeichner und Archäologe
- Marc Colombat de L’Isère (1797–1851), Arzt
- Jules Ronjat (1864–1925), Linguist, Romanist und Provenzalist
- Joseph Bernard (1866–1931), Bildhauer
- Lucien Hussel, Politiker und Résistant; nicht in Vienne geboren, aber langjähriger Bürgermeister
- Albert Séguin (1891–1948), Turner
- Fernand Point (1897–1955), Koch
- Jean Gatel (* 1948), Politiker
- Bernard Vallet (* 1954), Radrennfahrer
- Maéva Clemaron (* 1992), Fußballspielerin
- Bérénice Cleyet-Merle (* 1994), Mittelstreckenläuferin
- Corentin Denolly (* 1997), Tennisspieler
- Valentin Ferron (* 1998), Radrennfahrer
- Aïmen Moueffek (* 2001), französisch-marokkanischer Fußballspieler
- Maesha Saadi (* 2007), komorische Schwimmerin